# Dorfkirche Rothenstein

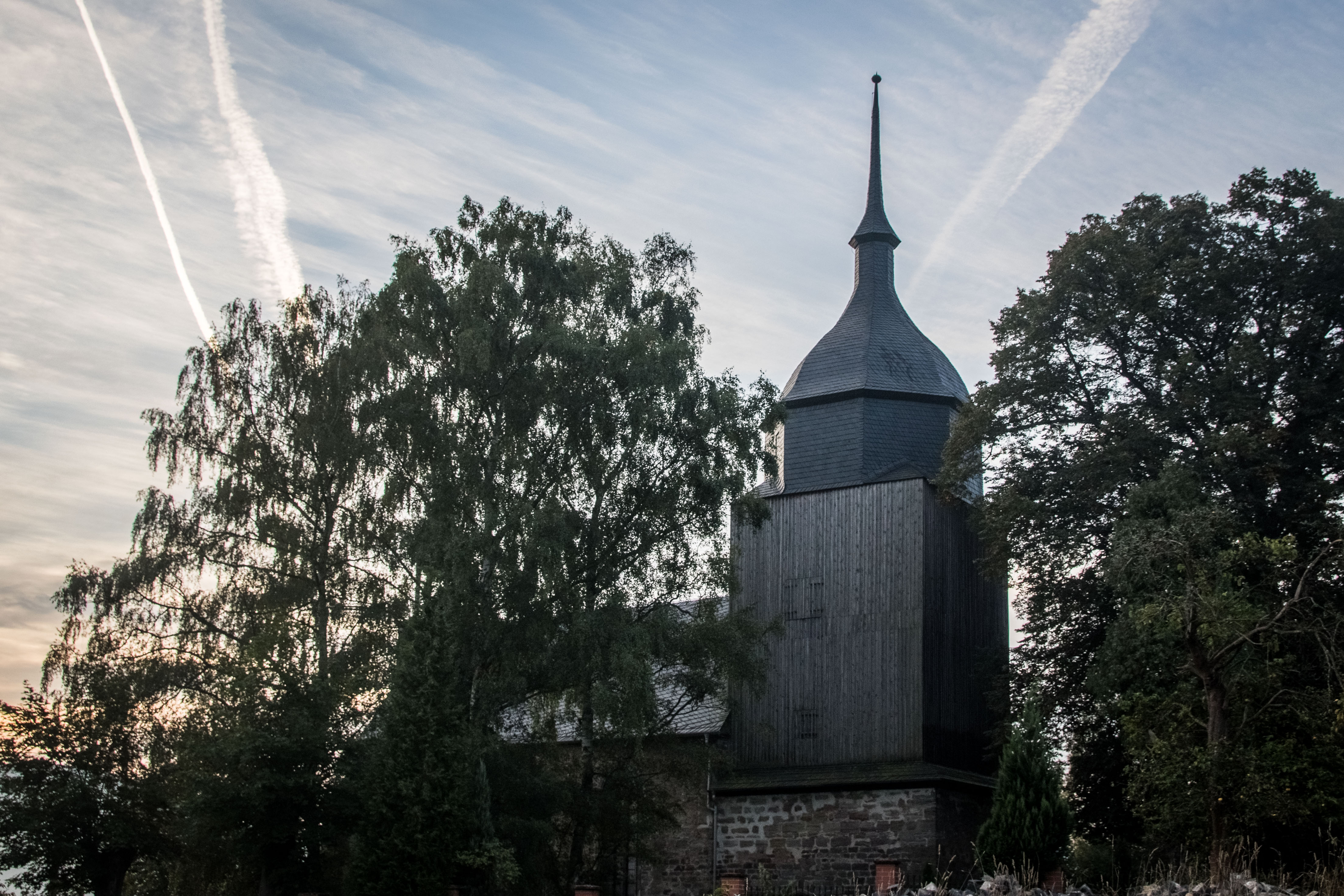
Kirchenansicht

Die Dorfkirche Rothenstein ist das heute evangelische Gotteshaus der Gemeinde Rothenstein in der Verwaltungsgemeinschaft Südliches Saaletal im Saale-Holzland-Kreis in Thüringen. Die Kirche gehört zum Kirchenkreis Jena.

## Geschichte
786 wurde der Ort erstmals urkundlich genannt. Das Kirchenschiff entstand 1437, der spätgotische Chor im Jahr 1506 und der hölzerne Kirchturm nach einem großen Brand 1553.

## Kunstdenkmale
In der Kirche befindet sich der Grabstein für Pfarrer Johann Friedrich Vulpius (1644–1715), Urgroßvater von Goethes Christiane.